# Resnik, Bijelo Polje
Resnik este un oraș din comuna Bijelo Polje, Muntenegru. Conform datelor de la recensământul din 2003, orașul are 2739 de locuitori (la recensământul din 1991 erau 2769 de locuitori).

## Demografie
În orașul Resnik locuiesc 1845 persoane adulte, iar vârsta medie a populației este de 31,2 de ani (30,7 la bărbați și 31,7 la femei). În localitate sunt 649 de gospodării, iar numărul mediu de membri în gospodărie este de 4,22.
Populația localității este foarte eterogenă.
|  |

| Demografie | Demografie | Demografie |
| An         | Locuitori  | Locuitori  |
| ---------- | ---------- | ---------- |
|            |            |            |
|            |            |            |
|            |            |            |
|            |            |            |
| 1948       | 534        |            |
| 1953       | 577        |            |
| 1961       | 709        |            |
| 1971       | 1023       |            |
| 1981       | 1624       |            |
| 1991       | 2769       | 2726       |
| 2003       | 3352       | 2739       |

| \| Componența etnică conform recensământului din 2003[2] \| Componența etnică conform recensământului din 2003[2] \| Componența etnică conform recensământului din 2003[2] \| Componența etnică conform recensământului din 2003[2] \| Componența etnică conform recensământului din 2003[2] \| \| ----------------------------------------------------- \| ----------------------------------------------------- \| ----------------------------------------------------- \| ----------------------------------------------------- \| ----------------------------------------------------- \| \| \| \| \| \| \| \| Musulmani \| Musulmani \| \| 947 \| 34,57% \| \| Sârbi \| Sârbi \| \| 792 \| 28,91% \| \| Bosniaci \| Bosniaci \| \| 630 \| 23% \| \| Muntenegreni \| Muntenegreni \| \| 301 \| 10,98% \| \| Croați \| Croați \| \| 4 \| 0,14% \| \| Rusi \| Rusi \| \| 3 \| 0,1% \| \| Macedoneni \| Macedoneni \| \| 2 \| 0,07% \| \| Albanezi \| Albanezi \| \| 2 \| 0,07% \| \| necunoscută \| necunoscută \| \| 29 \| 1,05% \| |              |  |     |        |
| Componența etnică conform recensământului din 2003 |              |  |     |        |
| |              |  |     |        |
| Musulmani | Musulmani    |  | 947 | 34,57% |
| Sârbi | Sârbi        |  | 792 | 28,91% |
| Bosniaci | Bosniaci     |  | 630 | 23%    |
| Muntenegreni | Muntenegreni |  | 301 | 10,98% |
| Croați | Croați       |  | 4   | 0,14%  |
| Rusi | Rusi         |  | 3   | 0,1%   |
| Macedoneni | Macedoneni   |  | 2   | 0,07%  |
| Albanezi | Albanezi     |  | 2   | 0,07%  |
| necunoscută | necunoscută  |  | 29  | 1,05%  |